# Суворов, Игорь Георгиевич (легкоатлет)
И́горь Гео́ргиевич Суво́ров (1942 — 2015) — советский легкоатлет, специалист по бегу на короткие дистанции. Выступал на всесоюзном уровне в 1960-х годах, серебряный и бронзовый призёр чемпионатов СССР, чемпион РСФСР, победитель первенств всесоюзного и всероссийского значения. Представлял Иркутск и Пермь, спортивные общества «Спартак» и «Труд». Мастер спорта СССР. Тренер по лёгкой атлетике.

## Биография
Игорь Суворов родился в 1942 году. Занимался лёгкой атлетикой в Иркутске и Перми, выступал за добровольные спортивные общества «Спартак» и «Труд».
В 1961 году в беге на 100 метров показал результат 10,4 — тем самым впервые выполнил норматив мастера спорта СССР.
Первого серьёзного успеха на всесоюзном уровне добился в сезоне 1962 года, когда на чемпионате СССР по эстафетному бегу в Ташкенте в составе сборной РСФСР выиграл бронзовую медаль в зачёте эстафеты 4 × 100 метров.
В 1965 году на чемпионате СССР в Алма-Ате с партнёрами по российской команде вновь стал бронзовым призёром в эстафете 4 × 100 метров.
В 1966 году на чемпионате СССР по эстафетному бегу в Ленинакане в составе сборной Профсоюзов завоевал серебряную награду в программе эстафеты 4 × 100 метров, уступив лишь команде Вооружённых сил.
После завершения спортивной карьеры работал тренером по лёгкой атлетике в спортивном клубе «Звезда» в Перми.
Умер в 2015 году. Похоронен на пермском Северном кладбище.